# Igelkottslocke
Igelkottslocke (Lacinius horridus) är en spindeldjursart. Igelkottslocke ingår i släktet Lacinius, och familjen långbenslockar. Arten är reproducerande i Sverige.